# Богородица Брзопомоћница
Богородица Брзопомоћница (грч. Γοργοεπήκοος) је православна икона која се чува у светогорском манастиру Дохијару.
Икона је насликана у X веку, у време игумана Неофита.

## Житије
По предању монаштва манастира Дохијара, испред старе манастирске трпезарије на зиду је била живописана једна јако стара Богородичина икона. Пред овом иконом дакле, био је пролаз којим су оци пролазили у трпезарију. Једне ноћи 1664. године, трпезарац по имену Нил је пролазећи по обичају испред иконе са упаљеним свећама, чуо речи: “Више не пролази овуда са свећама и не чади ми икону.” Он није придао великог значаја овом догађају и наставио је по свом обичају да пролази истим пролазом са упаљеним свећама. Неколико дана касније је поново чуо исти глас и након тога ослепео. Након тога монах Нил је клечећи преко пута свете иконе, молио се непрекидно ноћима и данима. Након неколко дана јавио јавио му се поново глас: “Услишена је твоја молитва и нека ти буде опроштено и нека прогледаш као раније. Објави осталим оцима подвижницима и братији да сам ја Мајка Бога Логоса и од Бога покров овом светом манастиру Архангела и помоћ и моћна заштитница, која о њему промишља као бранилац и управитељ. И нека ме од сада монаси призивају за сваку своју потребу, а ја ћу брзо услишити молитву њихову и свих православних хришћана који ми са побожношћу прибегавају, јер се зовем Брзопомоћница.” Након тога Нил је поново прогледао. Од тада више нико није туда пролазио према трпезарији, него је место око свете иконе са великим поштовањем и достојанством ограђено и пошто гледа према западу – а простора много није било – са десне стране чудотворне иконе подигнут је свети храм украшен сваким благољепијем, посвећен Пресветој Богородици – чудотворној Брзопомоћници.
Сваке вечери и сваког јутра служи се молбени канон пред овом светом иконом.

## Акатист пресветој Богородици Брзопомоћници
Преблагословена Владичице, Приснодјево Богородице, Која си Бога Реч, Који је изнад сваке речи, родила и благодат Његову више од свих примила, Која си море Божанствених дарова и чудесима непресушна река и Која изливаш благодат на све који са вером прибегавају Теби! Клањајући се чудотворној икони Твојој, молимо Те, свемилостива Мајко човекољубивог Владике: излиј пребогату милост Твоју на нас и пожури да испуниш мољења наша која приносимо Теби, Брзопомоћнице, јер утеху и спасење свима припремаш. Посети, Преблага, слуге Твоје благодаћу Твојом, подај болнима исцељење и савршено здравље, мир узнемиренима, слободу заробљенима и утеху свима који страдају. Избави, Свемилостива сваки град и сваку земљу од глади, помора, земљотреса, потопа, огња и мача и сваке казне времене и вечне, материнском смелошћу Својом одврати гнев Божији. Од душевне раслабљености, напада страсти и грехопада ослободи слуге Твоје, да бисмо без спотицања у сваком благочешћу поживели у овом веку а у будућем били удостојени вечних блага благодаћу и човекољубљем Сина Твога и Бога, јер Њему доликује свака слава, част и поклоњење са Беспочетним Оцем Његовим и Пресветим Духом, сада и увек и у векове векова. Амин.